# Markowice (Głuchołazy)
Markowice  (deutsch Markersdorf) ist eine Ortschaft der Landgemeinde Głuchołazy (Ziegenhals) in Polen. Sie liegt im Powiat Nyski (Kreis Neisse) in der Woiwodschaft Oppeln.

## Geographie

### Geographische Lage
Das Straßendorf Markowice liegt im Südwesten der historischen Region Oberschlesien. Es liegt etwa elf Kilometer nordwestlich des Gemeindesitzes Głuchołazy (Ziegenhals), etwa 12 Kilometer südlich der Kreisstadt Nysa und etwa 66 Kilometer südwestlich der Woiwodschaftshauptstadt Opole.
Markowice liegt in den Przedgórze Sudeckie (Sudetenvorgebirge) innerhalb der Przedgórze Paczkowskie (Patschkauer Vorgebirge) an einem Nebenarm der Biała Głuchołaska (Ziegenhalser Biele).

### Nachbarorte
Nachbarorte von Markowice sind im Osten Polski Świętów (Polnisch Wette) und im Südosten Biskupów (Bischofswalde).

## Geschichte

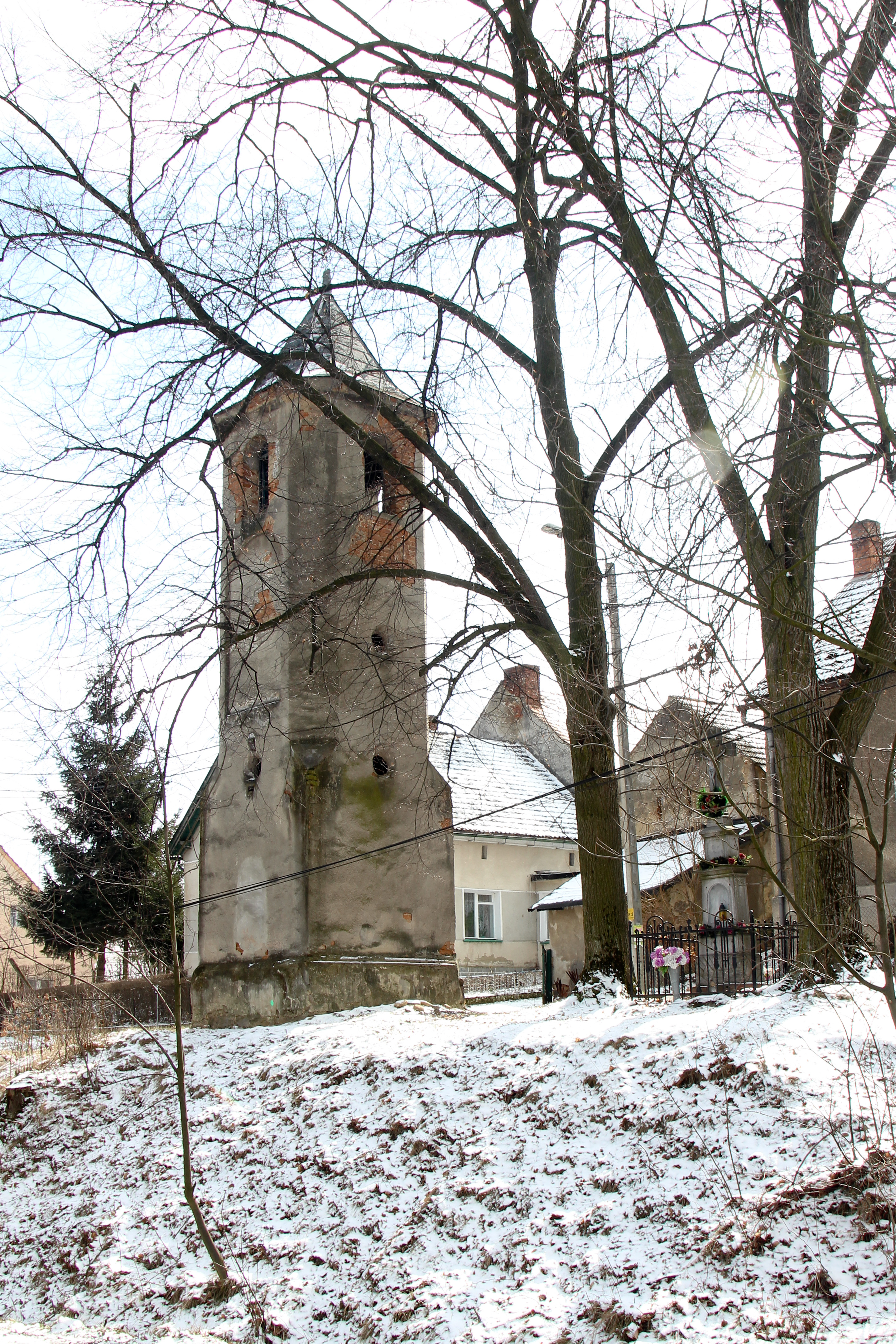
Glockenturm

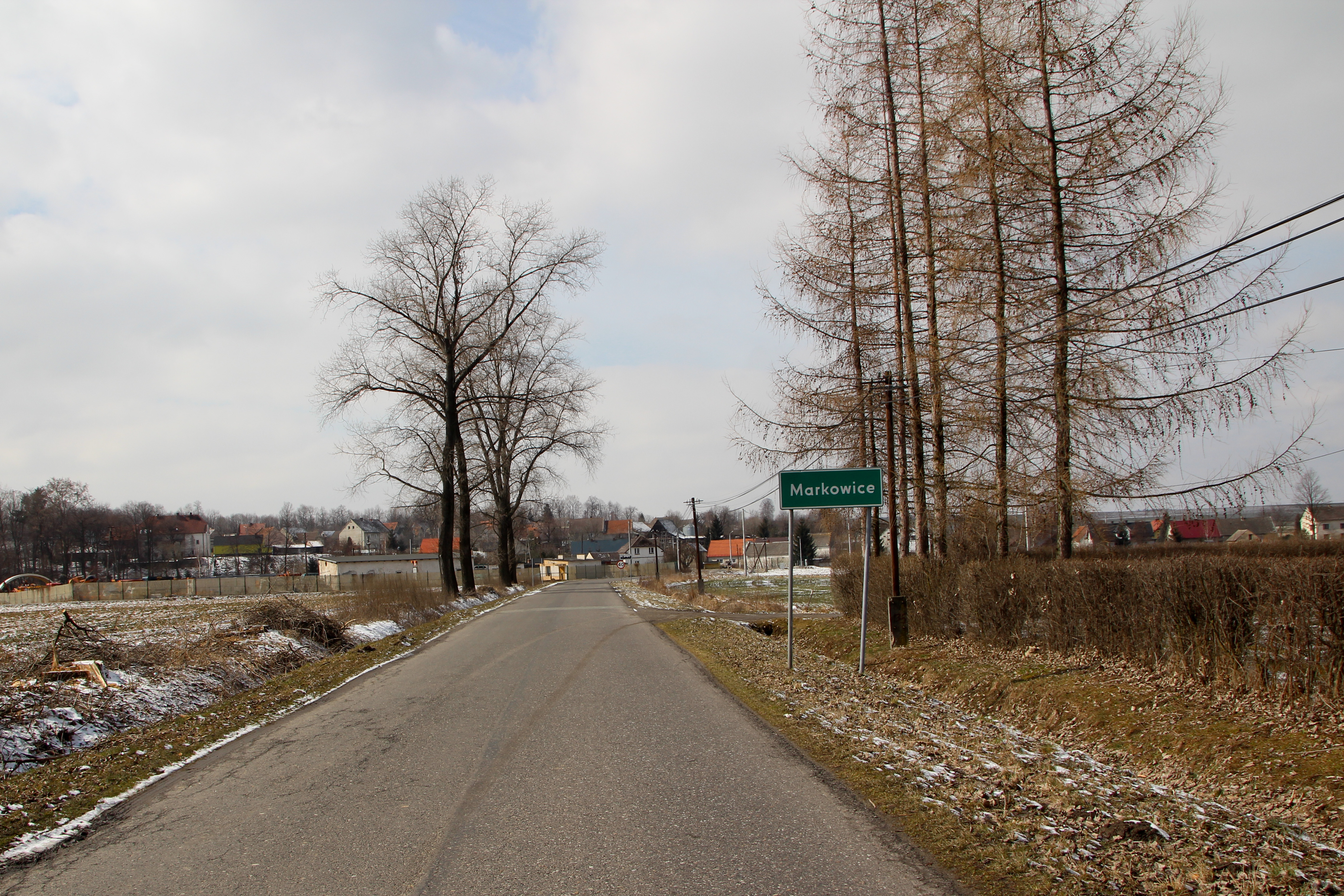
Östlicher Dorfeingang

Das Dorf wurde 1284 erstmals als Marquardi villa erwähnt. Damals bestand es aus 17 Hufen sowie einer Scholtisei mit vier Hufen, einer Schenke und einer Mühle mit zwei Rädern. Ab dem Jahr 1290 gehörte es zum geistlichen Fürstentum Neisse. In den Liber fundationis episcopatus Vratislaviensis aus den Jahren 1295–1305 wird wiederum die Schreibweise Marquardi villa überliefert. 1360 wurde der Ort als Markwartsdorf erwähnt.  1592 war das Gut Markersdorf im Besitz des bischöflichen Sekretärs Heinrich von Freund, der es vermutlich seinem Enkel Nikolaus von Troilo vererbte, dessen Mutter eine geborene von Freund war.
Nach dem Ersten Schlesischen Krieg 1742 fiel Markersdorf mit dem größten Teil Schlesiens an Preußen. Nach der Neuorganisation der Provinz Schlesien gehörte die Landgemeinde Markersdorf ab 1816 zum Landkreis Neisse im Regierungsbezirk Oppeln. 1845 bestanden im Dorf eine Scholtisei und 57 weitere Häuser. Im gleichen Jahr lebten in Markersdorf 327 Menschen, die sämtlich katholisch waren. 1855 waren es 330 Menschen. 1865 bestanden im Ort eine Scholtisei, 13 Bauern-, vier Gärtner- und 16 Häuslerstellen sowie eine Brennerei, eine Bleiche, eine Schankwirtschaft und eine Mühle. 1874 wurde der Amtsbezirk Polnisch Wette gegründet, der aus den Landgemeinden Dürr Kamitz, Markersdorf und Polnisch Wette sowie den Gutsbezirken Dürr Kamitz und Polnisch Wette bestand. Erster Amtsvorsteher war der Gutsbesitzer Lorenz in Markersdorf. 1885 zählte Markersdorf 325 Einwohner.
1933 lebten in Markersdorf 251 und 1939 235 Menschen. Bis 1945 befand sich der Ort im Landkreis Neisse.
Als Folge des Zweiten Weltkriegs fiel Markersdorf 1945 mit dem größten Teil Schlesiens an Polen. Nachfolgend wurde es in Markowice umbenannt. Ab 1950 gehörte es zur Woiwodschaft Oppeln und ab 1999 zum wiedergegründeten Powiat Nyski.

## Sehenswürdigkeiten
- Glockenturm
- Steinernes Wegekreuz
- Statue des böhmischen Landesheiligen Nepomuk

## Vereine
- Freiwillige Feuerwehr OSP Markowice